# Thiago Oliveira dos Santos
Thiago de Oliveira Santos, mais conhecido como Oliveira (Rio de Janeiro, 26 de maio de 1981), é um ex-futebolista e treinador brasileiro que atuava como atacante. Atualmente, comanda a Caldense

## Carreira
Revelado pelo São Paulo, foi convocado pela Seleção Brasileira para disputar o Campeonato Mundial de Futebol Sub-20 de 2001.
Um fato curioso na carreira de Oliveira, é que ele foi rebaixado e campeão do mesmo campeonato. A situação aconteceu em 2002, quando o Campeonato Paulista foi dividido em dois por causa do Rio-São Paulo. No primeiro, vencido pelo Ituano, o ex-atacante foi emprestado pelo São Paulo à Matonense, que acabou caindo para a Segundona. Voltou ao São Paulo, e foi campeão do Paulista daquele ano.

### Como Treinador
Depois de pendurar as chuteiras, fez estágio no São Paulo e Botafogo, além de ter feito o curso da ABTF (Associação Brasileira de Treinadores de Futebol), em 2012, e assumiu o Sinop como o seu primeiro trabalho como treinador profissional.
Em 19 de dezembro de 2014, Thiago Oliveira assumiu o comando do Dom Bosco-MT, ele será responsável por comandar a equipe no Campeonato Mato-Grossense de 2015. Thiago Oliveira fez uma boa campanha com o clube no Campeonato estadual, ele levou o  Dom Bosco-MT à Segunda Fase e ficou a um ponto de alcançar o mata-mata, após a competição estadual, a equipe liberou o treinador, pois não teria calendário para o segundo semestre.
No dia 26 de junho de 2015, o Clube Atlético Taboão da Serra, equipe do interior do estado de São Paulo, anunciou que Thiago Oliveira seria o treinador da equipe para a continuidade da temporada. Em setembro de 2015, o Clube Atlético Taboão da Serra trocou de comando técnico desligando o treinador Thiago Oliveira da equipe paulista, ele estava realizando um bom trabalho na equipe, onde em 11 jogos ele conseguiu 6 vitórias, 3 empates e 1 derrota e obteve 70% de aproveitamento.
Em 02 de outubro de 2015, Thiago Oliveira foi confirmado como novo treinador do Batatais Futebol Clube para a Série A2 do Paulistão de 2016. Ele novamente realizou um bom trabalho, como nas equipes por onde passou anteriormente, desta vez ele comandou o  Batatais Futebol Clube na boa campanha na Série A2, a equipe do interior paulista conseguir chegar até a semi-final da competição, eliminando equipes conhecidas do cenário nacional, como o Bragantino.
Com o bom trabalho realizado no Batatais Futebol Clube, Thiago Oliveira despertou o interesse de algumas equipes em contrata-lo, assim em 03 de maio de 2016, ele assumiu o comando da Caldense para comandar o clube mineiro na Série D do Brasileirão do mesmo ano. Thiago realizou boas companhas no comando da veterana, levou o clube mineiro ao 5° lugar no campeonato estadual e conquistou vaga para a Série D do brasileirão.
Em 07 de dezembro de 2017, Thiago Oliveira foi apresentado como novo treinador do Clube Atlético Penapolense para a disputa da Série A2 do Paulistão 2018, o treinador que vêm de bons trabalhos nas temporadas passadas já estava acertado com o clube de Penápolis havia um mês.
No segundo semestre de 2018 acertou seu retorno ao Batatais FC para a disputa da Copa Paulista,porém não conseguiu fazer uma boa campanha na competição,retornando a Penapolense para a disputa da Série A2 do Paulistão 2019 .
Após início ruim na Série A2 em 2019,o treinador pediu demissão da equipe de Penápolis e retornou ao Batatais FC para sua terceira passagem pela equipe batataense,dessa vez com a Série A3 do Paulistão em andamento, Aonde mesmo com o retorno do técnico a equipe,o time não conseguiu a classificação em função dos resultados anteriores.

## Títulos
São Paulo
- Copa São Paulo de Futebol Junior: 2000[3]
- Torneio Rio-São Paulo: 2001[3]
- Supercampeonato Paulista: 2002[13]

Brasiliense
- Campeonato Brasiliense: 2004
- Campeonato Brasileiro da Série B: 2004

Kalmar FF
- Copa da Suécia: 2007